# Shell Energy
Shell Energy (précédemment First Utility) est un fournisseur de gaz et d'électricité au Royaume-Uni basé à Warwick. L'entreprise est le septième fournisseur du Royaume-Uni derrière "The Big 6"" (constitué de British Gas, EDF Energy, E.ON UK, npower, Scottish Power et Scottish and Southern Energy).
Contrairement à ses concurrents, l'entreprise ne produit pas d'électricité mais procède à son achat sur les marchés internationaux, elle est liée à Shell qui se conduit comme intermédiaire pour l'achat de l'énergie. 

## Historique
La société est créée en 2008 par Mark Daeche, Darren Braham et Marcus Citron. En janvier 2012, Ian McCaig (ancien de lastminute.com) devient le chef de la direction.
En janvier 2014, la société devient le sponsor officiel de la Super League, championnat professionnel de rugby à XIII, pour trois ans.